# Ajjampur
Ajjampur är en ort i Indien.   Den ligger i distriktet Chikmagalur och delstaten Karnataka, i den södra delen av landet, 1 700 km söder om huvudstaden New Delhi. Ajjampur ligger 756 meter över havet och antalet invånare är 10 795.
Terrängen runt Ajjampur är platt, och sluttar österut. Runt Ajjampur är det ganska tätbefolkat, med 230 invånare per kvadratkilometer. Närmaste större samhälle är Kadūr, 19,4 km söder om Ajjampur. Trakten runt Ajjampur består till största delen av jordbruksmark.